# ジョージ・ハワード (第7代カーライル伯爵)
第7代カーライル伯爵ジョージ・ウィリアム・フレデリック・ハワード（英語: George William Frederick Howard, 7th Earl of Carlisle, KG, PC、1802年4月18日 - 1864年12月5日）は、イギリスの政治家、貴族。
ヴィクトリア朝前期のホイッグ党・自由党政権で閣僚職を歴任した。
1825年から1848年まではモーペス子爵の儀礼称号で称された。

## 経歴
1802年4月18日、後に第6代カーライル伯爵となるモーペス子爵ジョージ・ハワードとその妻ジョージアナ(第5代デヴォンシャー公爵ウィリアム・キャヴェンディッシュの娘)の間の長男としてロンドン・ヒル・ストリートに生まれる。
イートン校を経てオックスフォード大学クライスト・チャーチで学ぶ。
大学在学中の1826年にモーペス選挙区から選出されてホイッグ党所属の庶民院議員となる。1830年までこの選挙区から選出され、ついで1830年から1832年までヨークシャー選挙区、1832年から1841年までと1846年から1848年にかけてはヨークシャー西リディング選挙区から選出された。
1848年10月7日の父の死で第7代カーライル伯爵位以下4つの爵位を継承し、貴族院議員に転じた。
ホイッグ党・自由党政権で閣僚職を歴任し、1835年から1841年にかけてアイルランド担当大臣(第二次メルバーン子爵内閣)、1846年から1850年にかけて森林庁長官(第一次ラッセル内閣)、1850年から1852年にかけてランカスター公領大臣(同)、1855年から1858年までと1859年から1864年までアイルランド総督(第一次・第二次パーマストン子爵内閣)を務めた。
1835年にはイギリスとアイルランドの両方で枢密顧問官(PC)となる。
1864年12月5日にヨークシャーの居城ハワード城で死去。生涯結婚しなかったので子供はなかった。爵位は甥のウィリアム・ジョージ・ハワードが継承した。

## 栄典

### 爵位
1848年10月7日の父の死により以下の爵位を継承した。
- 第7代カーライル伯爵 (7th Earl of Carlisle)

(1661年4月30日の勅許状によるイングランド貴族爵位)
- モーペスの第7代ハワード子爵 (7th Viscount Howard of Morpeth)

(1661年4月30日の勅許状によるイングランド貴族爵位)
- ギルスランドの第7代デイカー男爵 (7th Baron Dacre of Gillesland)

(1661年4月30日の勅許状によるイングランド貴族爵位)

### 勲章
- 1855年2月7日、ガーター騎士団(勲章)ナイト(KG)[3]